# Neuseeländische Cricket-Nationalmannschaft in Simbabwe in der Saison 1997/98
Die Tour der neuseeländischen Cricket-Nationalmannschaft nach Simbabwe in der Saison 1997/98 fand vom 18. September bis zum 5. Oktober 1997 statt. Die internationale Cricket-Tour war Bestandteil der Internationalen Cricket-Saison 1997/98 und umfasste zwei Tests und drei ODIs. Die Test-Serie 0–0 und die ODI-Serie 1–1 unentschieden.

## Vorgeschichte
Für beide Mannschaften war es die erste Tour der Saison.
Das letzte Aufeinandertreffen der beiden Mannschaften bei einer Tour fand in der Saison 1995/96 in Neuseeland statt.

## Stadien
Die folgenden Stadien wurden für die Tour als Austragungsort vorgesehen.
| Stadion            | Stadt    | Kapazität | Spiele               |
| ------------------ | -------- | --------- | -------------------- |
| Queens Sports Club | Bulawayo | 9.000     | 2. Test; 1. ODI      |
| Harare Sports Club | Harare   | 10.000    | 1. Test; 2. & 3. ODI |

## Kaderlisten
Die folgenden Kader wurden von den Mannschaften benannt.
| Test | Test | ODI | ODI |
| Simbabwe | Neuseeland | Simbabwe | Neuseeland |
| --- | --- | --- | --- |
| - Alistair Campbell (K) - Andy Flower (wk) - Grant Flower - Dave Houghton - Adam Huckle - Everton Matambanadzo - John Rennie - Gavin Rennie - Bryan Strang - Paul Strang - Heath Streak - Guy Whittall | - Stephen Fleming (K) - Nathan Astle - Chris Cairns - Heath Davis - Chris Harris - Matt Horne - Shayne O’Connor - Adam Parore (wk) - Blair Pockock - David Sewell - Craig Spearman - Daniel Vettori | - Alistair Campbell (K) - Eddo Brandes - Craig Evans - Andy Flower (wk) - Grant Flower - Dave Houghton - John Rennie - Gavin Rennie - Bryan Strang - Paul Strang - Andy Whittall - Guy Whittall | - Stephen Fleming (K) - Nathan Astle - Chris Cairns - Chris Harris - Matt Horne - Gavin Larsen - Craig McMillan - Shayne O’Connor - Adam Parore (wk) - Craig Spearman - Daniel Vettori |

## Tests

### Erster Test in Harare
| 18. – 22. September Scorecard | Harare | Simbabwe 298 (114.1) & 311-9d (91.5) | – | Neuseeland 207 (84) & 304-8 (128) |
|                               |        | Remis                                |   |                                   |

Neuseeland gewann den Münzwurf und entschied sich als Feldmannschaft zu beginnen. Als Spieler des Spiels wurde Grant Flower ausgezeichnet.

### Zweiter Test in Bulawayo
| 25. – 29. September Scorecard | Bulawayo | Simbabwe 461 (161) & 227-8d (64) | – | Neuseeland 403 (161.4) & 275-8 (68) |
|                               |          | Remis                            |   |                                     |

Simbabwe gewann den Münzwurf und entschied sich als Schlagmannschaft zu beginnen. Als Spieler des Spiels wurde Guy Whitall ausgezeichnet.

## One-Day Internationals

### Erstes ODI in Bulawayo
| 1. Oktober Scorecard | Bulawayo | Simbabwe 233-8 (50) | – | Neuseeland 233-9 (50) |
|                      |          | Unentschieden       |   |                       |

Simbabwe gewann den Münzwurf und entschied sich als Schlagmannschaft zu beginnen. Als Spieler des Spiels wurde Chris Harris ausgezeichnet.

### Zweites ODI in Harare
| 4. Oktober Scorecard | Harare | Neuseeland 185-7 (50)          | – | Simbabwe 188-7 (48.2) |
|                      |        | Simbabwe gewinnt mit 3 Wickets |   |                       |

Neuseeland gewann den Münzwurf und entschied sich als Schlagmannschaft zu beginnen. Als Spieler des Spiels wurde Paul Strang ausgezeichnet.

### Drittes ODI in Harare
| 5. Oktober Scorecard | Harare | Neuseeland 294-7 (50)          | – | Simbabwe 211 (44.1) |
|                      |        | Neuseeland gewinnt mit 83 Runs |   |                     |

Neuseeland gewann den Münzwurf und entschied sich als Schlagmannschaft zu beginnen. Als Spieler des Spiels wurde Chris Cairns ausgezeichnet.